# 유혁연
유혁연(柳赫然, 1616년 ~ 1680년) 은 조선 중기의 문신이다. 자는 회이(晦爾), 호는 야당(野堂)이고 본관은 진주(晉州)이다.